# 村上精一
村上 精一（むらかみ せいいち、1883年〈明治16年〉11月2日 - 1959年〈昭和34年〉9月10日）は、日本の英語学者、青山学院大学教授、青山学院専門部文学部長、青山学院高等部長。

## 来歴
1883年11月2日、静岡県引佐郡細江町に生まれる。静岡県立浜松中学校を経て、1903年4月、青山学院高等科に入学する。1906年3月に卒業し、同年5月から秋田県立本荘中学校の教諭となる。1910年9月に依願免職、同年10月からアメリカ合衆国インディアナ州のデポー大学に入学する。1913年6月に卒業し、B.A.の学位を受ける。同年9月、イリノイ州のシカゴ大学に入学し、1916年3月にM.A.の学位を受け、同年9月に卒業、B.D.の学位を受ける。
1918年4月、青山学院中学部教員・神学部講師となる。1919年4月、青山学院高等学部英語師範科長となり、1924年4月から青山学院教会日曜学校長を兼任する。1932年11月3日の青山学院創立五十周年に先立ち、『青山学院五十年史』の編集委員として、1930年9月18日に開催された第1回編集委員会に招集される。1935年4月から青山学院専門部文学部長に、1940年9月から青山学院中学部長に、1950年3月から青山学院高等部長となる。1952年4月、青山学院本部所属となり、大学教授となる。1954年3月、専任教授を退職し非常勤講師となる。1958年3月、退職する。
1959年9月10日、死去する。9月14日に青山学院本部礼拝堂で葬儀が行われる。

## 人物
- 体が大きかったため、「熊さん」の愛称で親しまれていた[2]。

## 著作
- 青山学院五十年史編纂委員会 編「高等科の回顧」『青山学院五十年史』青山学院、1932年11月、134-137頁。 NCID BN06376332。全国書誌番号:46076175。
- 青山学院五十年史編纂委員会 編「英語夏期講習会史」『青山学院五十年史』青山学院、1932年11月、297-300頁。 NCID BN06376332。全国書誌番号:46076175。
- 「和田正幾先生逝く」『英語青年』第69巻第5号、研究社、1933年6月、171頁、全国書誌番号:00002090 NDLJP:4434793。

## 記念集
- 青山学院校友英語文化懇談会 編『村上精一先生という人』千城書房、1963年9月10日。 NCID BA51443228。